# Gregorio Correr

Patriarchenwappen von Gregorio Correr (moderne Nachzeichnung)

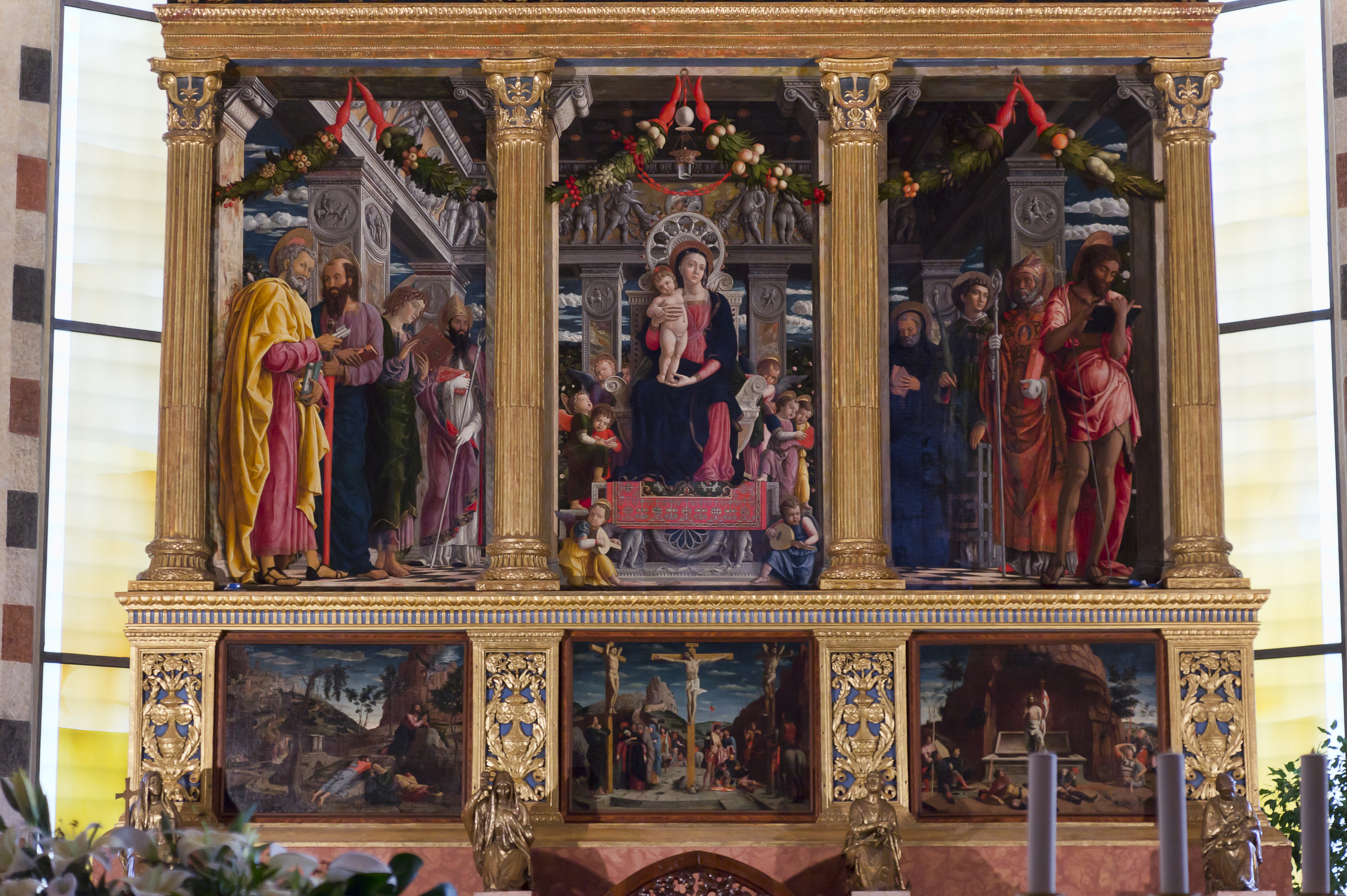
Abt Gregorio Correr im rechten Bild San-Zeno-Altar von Andrea Mantegna

Gregorio Correr (* 1409 in Venedig; † 19. November 1464 in Verona) war ein italienischer Humanist und Geistlicher und stammte aus einer venezianischen Adelsfamilie.

## Leben und Wirken
Antonio Correr, Mitbegründer der Regularkanoniker von San Giorgio in Alga, war sein Onkel, Papst Gregor XII. sein Großonkel. Gregorio Correr wurde von Vittorino da Feltre in Mantua zusammen am Hof Luigi III. Gonzagas erzogen. Papst Eugen IV., ebenfalls sein Onkel, ernannte ihn zum Apostolischen Protonotar. Auf dem Konzil von Konstanz unterstützte er seinen Onkel Antonio als Sekretär. Ab 1448 war er Abt im Benediktinerkloster von San Zeno Maggiore in Verona, für das er um 1456 den berühmten San-Zeno-Altar bei Andrea Mantegna in Auftrag gab.
Im Herbst 1464 wurde er Patriarch von Venedig, starb aber bereits zwei Monate später.